# 第一次フィニステレ岬の海戦
第一次フィニステレ岬の海戦（だいいちじフィニステレみさきのかいせん、英: First Battle of Cape Finisterre、仏: Bataille du cap Finisterre）は1747年5月14日に、オーストリア継承戦争の一部として、イギリスとフランスで戦われた海戦。同年10月、もう一つの輸送船団との戦い（第二次フィニステレ岬の海戦）が行われたため、区別して「第一次」という。
ジョージ・アンソン提督の率いる14隻の戦列艦からなる艦隊が、ド・ラ・ジョンキエール提督率いる30隻のフランス船団を攻撃した。スペインの北西、フィニステレ岬沖のビスケー湾で5時間にわたって行われた戦いで、イギリスはフランスの戦列艦4隻、フリゲート2隻および商船7隻を捕獲した。その他の輸送船は捕獲を免れた。

## 戦闘
「プリンス・ジョージ」座乗のアンソンと「デヴォンシャー」座乗のサー・ピーター・ウォーレン少将は、4月9日、フランスの輸送の妨害を目的にプリマスから出航した。大船団を視認すると、アンソンは戦列を形成するよう信号を送った。ウォーレン少将は、敵が輸送船団の逃走を助けるために機動しているにすぎないと判断して、アンソンに近づいて進言した。アンソンはただちに総追撃の信号を発した。まず軍艦「センチュリオン」が満帆を張り上げて、最後尾のフランス艦に追いついた。同艦は激しく応戦し、また2隻が支援のために引き返してきた。イギリス側も「デヴォンシャー」を含む3隻が追いつき、乱戦となった。フランス艦隊は数において大きく劣っていたにもかかわらず、全艦が捕獲される夜7時まで戦い続けた。東インド貿易船も9隻が捕獲された。死傷者はフランス側が700人、イギリス側が520人だった。
アンソンはこの勝利により中将に昇進し、貴族に列せられた。

## 参戦艦

### イギリス艦隊
- プリンス・ジョージ （Prince George）：90門、アンソン提督旗艦
- デヴォンシャー （Devonshire）：66門
- ネイマー （Namur）：74門
- モンマス （Monmouth）：64門
- プリンス・フレデリック （Prince Frederick）：64門
- ヤーマス （Yarmouth）：64門
- プリンセス・ルイーザ （Princess Louisa）：60門
- ノッティンガム （Nottingham）：60門
- ディファイアンス （Defiance）：60門
- ペンブローク （Pembroke）：60門
- ウィンザー （Windsor）：60門
- センチュリオン （Centurion）：50門
- フォークランド （Falkland）：50門
- ブリストル （Bristol）：50門
- アンバスケード （Ambuscade）：40門
- ファルコン （Falcon）：10門
- ヴァルカン （Vulcan）：8門（火船）

### フランス艦隊
- ディヤマン （Diamant）※：30/56門 - 捕獲後沈没
- フィリベール （Philibert）※：30門 - 捕獲
- ヴィジラン （Vigilant）※：20門 - 捕獲
- シメール （Chimère）：36門
- リュビ （Rubis）：52門 - 捕獲
- ジャソン （Jason）：50門 - 捕獲
- セリユー （Sérieux）：64門 - 旗艦、捕獲
- アンヴァンシーブル （Invincible）：74門 - 捕獲
- アポロン （Apollon）※：30門 - 捕獲
- テティス （Thétis）※：22門 - 捕獲
- モデスト （Modeste）※：18門 - 捕獲
- グロワール （Gloire）：40門 - 捕獲
- エムロード （Emeraude）：40門
- ダートマス （Dartmouth）※：18門 - イギリス私掠船の後身、捕獲
- 輸送船団24隻以下 - 6隻捕獲

（※印はフランス東インド会社の船）

## 注記
1. ↑  当時イギリスで使用されていたユリウス暦では同年5月3日